# SORA-お天気チャンネル-
SORA-お天気チャンネル-（ソラ・おてんきチャンネル）は、株式会社スカパー・ブロードキャスティングが運営している、気象情報の専門チャンネルである。
スカパー!プレミアムサービス・スカパー!プレミアムサービス光において放送されている。また、スカパー!オンデマンド→SPOOXでも番組のストリーミング配信を行なっており、当チャンネルの契約者は無料で視聴できる。

## 概要
1996年10月、スペースシャワーTVを運営する株式会社スペースシャワー（半年後に現在の株式会社スペースシャワーネットワークとなる）により『ウェザーシャワー24』の名称で開局。2000年6月1日には『e-天気.net』（イーてんきネット）に、2016年2月1日には現在の『SORA-お天気チャンネル-』（ソラ・おてんきチャンネル）に改称した。
2005年3月には、スペースシャワーネットワーク本体から当チャンネルに関する事業が分離され、子会社の株式会社eTENによる運営となる。その後、2007年3月にはスペースシャワーネットワークと株式会社スカイパーフェクト・コミュニケーションズ（現在のスカパーJSAT）の株式交換によりスペースシャワーネットワークの傘下から離れ、2010年4月1日付のスカパー・ブロードキャスティング（SPBC）との事業統合により同社のeTEN事業部による運営となり、法人としてのeTENは消滅した。
2007年5月31日をもって競合する『ウェザーニュース』が放送を終了（BSデジタル放送での独立データ放送は2016年9月30日まで放送を継続）したため、それ以降は当チャンネルがスカパー!で唯一の気象情報（天気予報）専門チャンネルとなっている。
スカパー!プレミアムサービス光では当チャンネル単独の契約はできず、パックセットの「光パックHD」に加入すれば視聴できる。スカパー!プレミアムサービスでは当チャンネル単独の契約も可能。

## 沿革
- 1996年10月 - 株式会社スペースシャワーにより、『ウェザーシャワー24』の名称でお天気専門チャンネル開局
- 1997年3月 - スペースシャワー清算、株式会社スペースシャワーネットワークが承継
- 2000年6月1日 - チャンネル名称を『e-天気.net』に変更。予報データの供給元をウェザーニューズから日本気象協会に切り替え
- 2001年9月1日 - スカパー!（Ch.743）『スカイウェザー』と統合する
- 2005年3月9日 - スペースシャワーネットワーク、気象情報テレビ番組制作の子会社となる株式会社eTENを設立
- 2006年11月 - スペースシャワーネットワーク、e-天気.netの名称でYahoo!動画コンテンツを提供
- 2007年
  - 3月1日 - スペースシャワーネットワーク、eTENへの吸収分割（動画コンテンツ・衛星役務利用放送事業の譲渡）及び株式会社スカイパーフェクト・コミュニケーションズ（現・スカパーJSAT株式会社）との株式交換に伴いe-天気.netの運営から撤退、eTENがe-天気.netの名称を持つ事業すべての運営者になるとともに、スカイパーフェクト・コミュニケーションズの子会社となる
  - 3月 - eTEN本社を東京都港区六本木から東京都渋谷区恵比寿西へ移転
  - 9月25日 - eTEN本社を東京都港区赤坂のスカパーJSAT本社と同一ビル内へ移転
- 2008年10月1日 eTEN、吸収分割によりスカパーJSATの親会社である株式会社スカパーJSATホールディングスの直接の子会社となる
- 2010年4月1日 - スカパー・ブロードキャスティング（SPBC）と事業統合、SPBCが存続会社となり法人としてのeTENは消滅、気象関連事業はSPBCのeTEN事業部が継承
- 2011年
  - 3月31日 - ひかりTVでの再送信（Ch.853）を終了
  - 6月30日 - 番組改編により解説番組を廃止。また、各種動画投稿サイトへの配信を取りやめる
- 2014年5月31日 - スカパー!プレミアムサービスにて標準画質放送（Ch.SD254）を終了し、Ch.560に完全移行された。
- 2016年
  - 2月1日 - チャンネル名称を『SORA-お天気チャンネル-』に変更。
  - 12月1日 - スカパー!プレミアムサービスの衛星一般放送事業者がスカパー・ブロードキャスティングからスカパー・エンターテイメントに変更

## 主な番組
有料放送であるが、コピーガードはかかっていない。

### 気象データ番組
地震・津波情報時及び動画解説番組を除き常時3分割の画面で天気予報などが表示される。
2020年以降。（参考：）
- 画面左は時刻表示（24時間制）と札幌・盛岡・東京・新潟・名古屋・大阪・広島・高知・福岡・那覇の当日・翌日の天気、予想気温
- メイン画面は全国の予報、降水レーダー、降水分布・予想、アメダス、天気分布、世界の天気（3日分、15か所）、お天気豆知識、プロ野球開催地・サッカーJ1開催地の天気。（時間別予報は気象協会による）。下一列は雨の降り方の解説などをロールテロップ。

ローテーション 北日本→東日本→西日本→南西諸島
- 画面右下は福岡、広島、大阪、名古屋、東京、仙台、札幌の予報が繰り返し表示される。原則チャンネル案内。
- 画面左の天気が一周するとLIVE映像として東京の空の様子が30秒程度流れる。

全体的なイメージカラーが3つ設定されており、色彩塾のカラーコーディネーター・植草かえによるもの。
- 03時 - 12時 - 「新緑」（生命力溢れる初々しいグリーンと共にすっきりと爽やかな一日のはじまりをイメージ）
- 12時 - 18時 - 「橙」（アクティブな時間帯は「オレンジ」の力で心身を前向きに後押し）
- 18時 - 27時 - 「群青」（高いリラックス効果と鎮静作用をもたらす「群青」色が心地よい眠りへと導く）

- 震度4以上の地震あるいは津波予報が発表された場合はチャイム音とともに地震・津波情報に切り替わる。

#### 期間限定の予報画面
- 行楽地の天気（大型連休期間中）
- もみじ見頃情報（10〜12月頃）
- ゲレンデ情報（12月〜3月頃、12時〜翌4時台の毎時55分）
- 初日の出の天気（12月26日〜1月1日）
- 降雪量予報（12〜3月頃）
- 花粉情報（2〜4月頃）
- さくら見頃情報（3月後半〜4月頃）

#### 過去の編成
地震・津波情報時及び動画解説番組を除き常時4分割の画面で天気予報などが表示される。
2007年3月26日よりCG画面がマイナーチェンジしている。
- 画面左は衛星画像、天気図、レーダー、アメダス、注意報・警報など各種実況情報が表示される。
- 画面右は全国130都市の6時間ごと24時間先までの予報、降水確率、予想気温、39都市の週間予報が表示される。（時間別予報は気象協会による）

ローテーション 九州南部・沖縄→九州北部→四国→中国→京阪神→近畿東部→北陸・岐阜→中部→南関東→北関東・山梨→宮城・福島・新潟→秋田・岩手・山形→北海道・青森
- 画面右下は福岡、広島、大阪、名古屋、東京、仙台、札幌の予報が繰り返し表示される。
- 画面下は文字情報がスクロール表示され、ウェザーマップによる天気概況の他、ニュース、スポーツ、番組のお知らせが表示される。
- 震度4以上の地震あるいは津波予報が発表された場合はチャイム音とともに地震・津波情報に切り替わる。
- 5:30～10:00の時間帯は「次は○○地方の天気です」と音声が流れ、画面右の予報画面をナビゲーションしている。

### 解説番組
以下の時間帯に解説番組が放送されていた。2007年3月26日より全画面を用いた放送になった。
2007年8・9月は台風接近時においてスカパー!（Ch.SD254）においてノースクランブル放送が行われ、通常の番組を中止して気象予報士による台風解説番組となる。
2011年6月30日をもってすべての番組が終了した。

#### 午後の天気ゴコロ（ゴゴ天）
- 初回放送 12:00（2分間）再放送 12:30/13:00/13:30/14:00/14:30/15:00/15:30
- 2007年6月4日にリニューアルされ、時間が1分長くなった。
- 2009年4月1日より番組開始が1時間前倒しされ、2分番組に戻る。
- 2011年6月30日終了。
- 出演者
  - 2011年6月の最終月…（月）田井中蘭（火・木）福岡良子（水・金）伊藤友里、鷲尾春果のどちらか（土・日）田代大輔と伊藤、鷲尾のどちらか
  - 2009年4月 - …（月〜水）若菜三千代（木）斉藤恵理（金・日）中島俊夫（土）佐藤温子
  - 2008年10月 - 2009年3月…（月・土）佐々木聡美（火・金）若菜三千代（水）松並健治（木）斎藤恵理（日）中島俊夫
  - 2008年7月 - 2008年9月…（月・金）井坂綾（火・水）若菜三千代（木）斎藤恵理 （土）尾又泰二（日）中島俊夫
  - 2008年4月 - 2008年6月…（月・水）若菜三千代（火・金）井坂綾（木・日）斎藤恵理（土）中島俊夫
  - 2007年10月 - 2008年3月…（月・水）若菜三千代（火・金）井坂綾（木）中島俊夫（土）太谷智一（日）川坂勇太
  - - 2007年9月…（月）野村絵理奈（火）井坂綾（水）美濃岡洋子（木）川坂勇太（金）小野塚千恵（土）斎藤恵理（日）加藤順子

#### That's! 天気予報
- 初回放送(夜) 19:00(3分間) 再放送 19:30/20:00/20:30/21:00/21:30/22:00/22:30/23:00/23:30
- 初回放送(深夜) 0:30(2分間) 再放送 1:00/1:30/2:00/2:30/3:00/3:30
- スカパー!のプロモーションチャンネルである「CLUBスカパー!TV」、「e2プロモ」にも番組が配給されており、2009年頃まで同様の内容が放送されていた。
- 2007年6月4日に番組開始。10月より土日の放送が加わる。
- 2009年4月1日より番組開始が1時間前倒しされる。
- 2011年6月30日終了。
- 出演者
  - 2011年6月の最終月…（月・火・金）美濃岡洋子（水・木）國本未華（土・日）河津真人
  - 2009年4月 - …（月）小川亜希子（火）田代大輔（水・土）佐々木聡美（木・金）美濃岡洋子（日）岡村真美子
  - 2009年1月 - 2009年3月…（月・木・金）美濃岡洋子（火）中島俊夫（水・土・日）岡村真美子
  - 2008年10月 - 2008年12月…（月・木・金）美濃岡洋子（火）海老原美代子（水・土・日）岡村真美子
  - 2008年7月 - 2008年9月…（月）佐々木聡美（火）海老原美代子（水）松並健治（木・金）美濃岡洋子（土・日）岡村真美子
  - 2008年4月 - 2008年6月…（月・火）海老原美代子（水）松並健治（木・金）美濃岡洋子（土）佐々木聡美（日）尾又泰二
  - 2007年10月 - 2008年3月…（月・火）海老原美代子（水）松並健治（木・金）美濃岡洋子（土・日）斉藤恵理
  - - 2007年9月…（月）海老原美代子（火・木）若菜三千代（水）松並健治（金）斎藤恵理

#### 未来天気TV〜100年後の日本はどうなるの？〜
- IPCC第4次評価報告書などをもとに作られたフィクション。
- 放送期間 2008年6月6日 - 7月31日
- 初回放送 金曜日 12:00 - （約6分間）
- 直近の再放送 2008年12月17日 - 21日
- 出演者
  - ナビゲーター 白石みき
  - 未来のお天気キャスター 小川瀬里奈
  - ソラ君 仲條友彪

#### green.tv
- 地球温暖化、自然環境、気候変動をテーマとした映像作品。
- 放送期間 2008年8月、2008年11月 - 12月
- 出演者
  - ナビゲーター 2008年8月 - …井坂綾、2008年11月 - 12月…田村愛

#### 終了した番組
- こだわりお天気
- あすのパーフェクト天気（2007年6月1日まで）
- きょうのパーフェクト天気（同上）
- SKY PerfecTV! presents Jリーグ天気（ - 2007年12月）
- お天気キッス!（2007年6月9日 - 2008年3月31日）

### 番組BGM
基本的には月替わりでジャンルが設定されており、ロック、R&B、ジャズ、レゲエなど多岐にわたる。ほぼ全ての曲が洋楽であり、邦楽が流れることは滅多にない。
楽曲の始めと終わりには画面上部に曲名のテロップが表示される。番組ホームページや携帯公式サイトでは、今月分と先月分の楽曲の検索ができる。
ジョン・レノンの命日である毎年12月8日は、終日レノンにまつわる楽曲が流れる。そのほか、2009年1月17日は終日山口百恵の楽曲が流れた。

## 動画配信
2011年6月30日までは、Yahoo!動画・YouTube・ニコニコ動画でも番組を配信していた。
- 「行っ天気ま～す！」朝配信。1分30秒。Yahoo!動画のみ。
- 「午後の天気ゴコロ」昼配信。テレビ版と同内容。
- 「That's! 天気予報」夕方配信。テレビ版と同内容。
- 「あすのパーフェクト天気」（終了、Yahoo!動画のみ。以下も同様）
- 「チーム森田の'天気を斬る!'」
- 「お天気キッス!」

また、独自の公式サイトでも以下のコンテンツを公開していたほか、携帯電話（フィーチャーフォン）のiモード・EZweb・Yahoo!ケータイ向けにも、気象情報や動画番組などのコンテンツを配信していた。携帯電話サイトの情報料は月額210円（税込み）。
- 「プロに訊け！」全国の気象予報士に直接質問ができる。
- 「速報！天気ニュース」気象予報士の視点で見た天気にまつわるニュース。
- 「お天気プリンセス」女性気象予報士が発信する生活情報。